# 콴타매거진
콴타매거진(영어: Quanta Magazine)은 물리학, 수학, 생물학 및 컴퓨터 과학에 대해 다루는 사이먼스 재단의 온라인 간행물이다.
Undark Magazine은 콴타매거진을 "과학 및 수학의 복잡한 주제를 훌륭하게 다루는 것으로 높은 평가를 받고 있다"고 설명했다. 과학 뉴스 수집 업체 RealClearScience는 "2018년 과학을 위한 상위 10개 웹사이트" 목록에서 콴타매거진을 1위로 선정했다. 2020년 이 잡지는 미국 잡지 편집자 협회로부터 "과학과 수학의 가장 어려운 주제들을 비꼬거나 지나치게 단순화하지 않고 일반 독자들이 접근할 수 있는 언어로 해결하려는 의지"에 대해 일반 우수상을 수상했다.
콴타매거진의 기사는 온라인에서 자유롭게 읽을 수 있다. 사이언티픽 아메리칸, 와이어드, 디 애틀랜틱, 워싱턴 포스트 뿐만 아니라 Spektrum der Wissenschaft와 같은 국제 과학 간행물 또한 이 잡지의 기사를 재인쇄했다.

## 역사
콴타매거진은 2012년 10월 처음 시작할 때는 Simons Science News라는 이름이었고, 2013년 7월 현재 제목으로 이름을 변경했다. 콴타매거진은 잡지의 편집장인 전 뉴욕 타임즈 기자 토마스 린에 의해 설립되었다. 두 명의 부편집장은 이전에 사이언티픽 아메리칸의 John Rennie와 Michael Moyer이고 아트 디렉터는 Samuel Velasco이다.
2018년 11월, MIT Press는 콴타매거진에서 Alice and Bob Meet the Wall of Fire 및 The Prime Number Conspiracy의 두 가지 기사 모음을 게시했다.
2022년 5월 이 잡지의 직원, 특히 Natalie Wolchover는 해설 보도 부문으로 퓰리처상을 수상했다.